# ヨハン・デ・ウィット

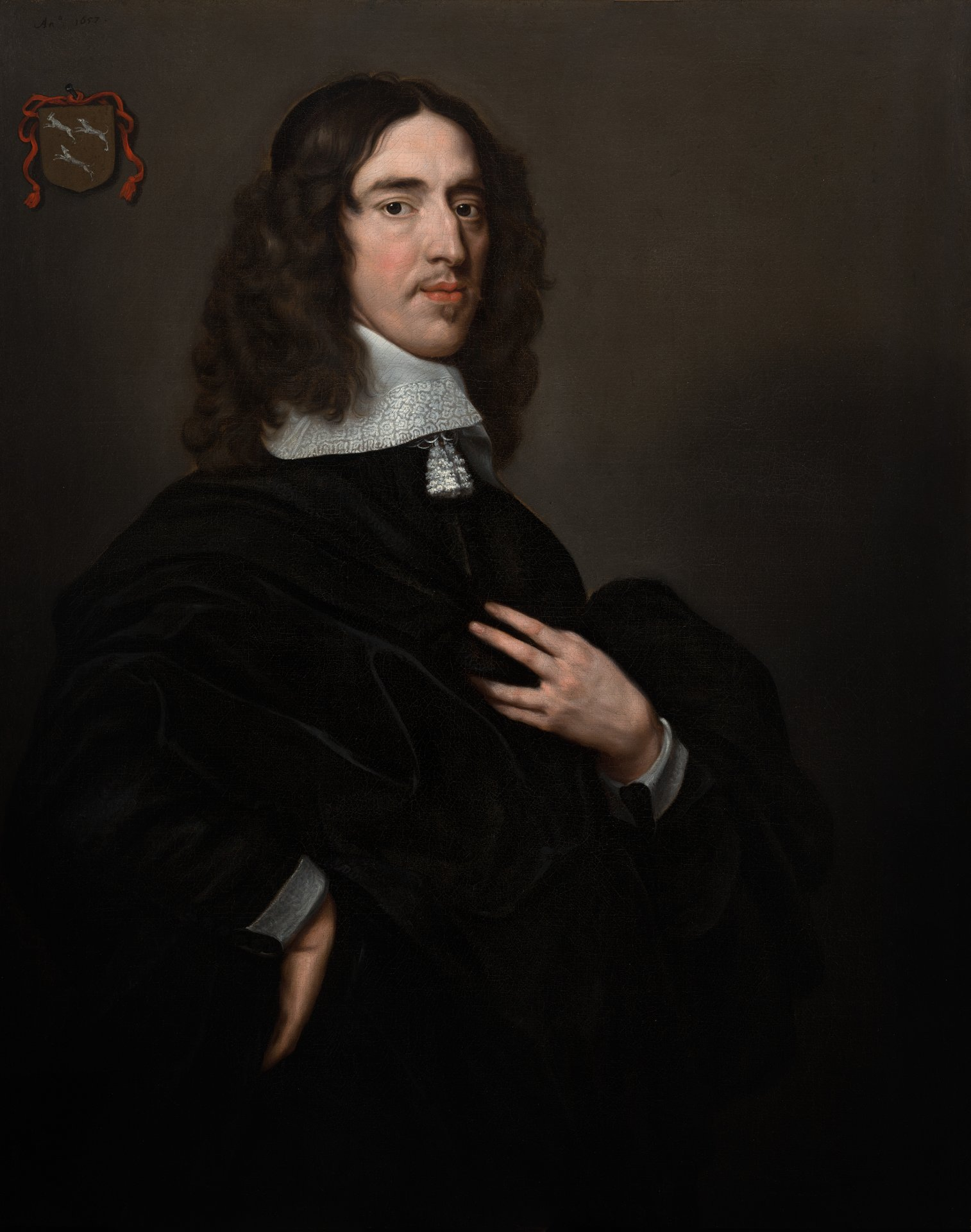
ヨハン・デ・ウィット（1665年）

ヨハン（またはヤン）・デ・ウィット（Johan(Jan) de Witt, 1625年9月24日 - 1672年8月20日）は、オランダ共和国（ネーデルラント連邦共和国）の政治指導者で、ホラント州の法律顧問（raadspensionaris：1653年 - 1672年）。英蘭戦争で共和国を率い、オランダ黄金時代を牽引したが、失脚後兄のコルネリス・デ・ウィットと共に民衆に虐殺された。

## 生涯
ドルトレヒト市長として6選されたヤコブ・デ・ウィットを父として、ドルドレヒトの名門デ・ウィット家に生まれた。ライデン大学で学び、数学や法律学に頭角を現した。1645年に兄のコルネリスと共にフランス、イタリア、スイス、イギリスなどに外遊した。帰国後はハーグで弁護士として活動し、1650年に25歳でドルドレヒト市長に出された。1653年7月23日に28歳でホラント州の法律顧問（raadspensionaris van Holland 直訳としては「ホラント州の年金受給者」だが、ここでは顧問料としての年金を貰って政府を指導する立場という意味）に選出され、以後1668年まで5年ごとに再選された。ホラント州法律顧問の地位は、無総督時代のオランダ共和国において事実上、政権の最高指導者であった。
デ・ウィットは、第一次英蘭戦争の終戦条件として1654年4月5日に締結されたウェストミンスター条約の批准を推進した。この条約で、オランダは護国卿政イングランドの航海条例を承認するなど、大幅な譲歩を行うこととなったが、オラニエ＝ナッサウ家から総督を選出しないという排除条項が盛り込まれていた。これは、オラニエ公ウィレム3世（後のイングランド王ウィリアム3世）を念頭においたものであった。
デ・ウィットは、その数学的才能を発揮して財政再建を進め、第一次英蘭戦争での敗戦を教訓に海軍力を増強したが、尊大で鼻持ちならない性格で船乗りを「卑しい」と蔑むような人物だったため、海軍内部での評判は極めて悪かった。さらに、本国艦隊司令官に人望の無い陸軍出身の士官を無理に起用し続けたことも反感をかっていた。
1668年、フランス王ルイ14世のネーデルラント継承戦争を阻止すべく、イングランドの駐ハーグ大使ウィリアム・テンプルと協力してイングランド・オランダ・スウェーデンと三国同盟を締結した。結果、アーヘンの和約が結ばれたが、1670年にルイ14世はチャールズ2世とドーヴァーの密約を結び、スウェーデンとも1672年に仏瑞同盟を締結、三国同盟は崩壊してオランダは孤立した。
第三次英蘭戦争では、1672年3月にイングランドがオランダに宣戦布告し、続いてフランス王国も4月6日に宣戦を布告した（オランダ侵略戦争）。このため、オランダは海と陸から攻撃を受けるという国家的危機に瀕した。この危機に際して、それまで陸軍を軽視していたデ・ウィットの政策は大いに叩かれることになり、また、周囲の反対や警告を無視して行っていた親仏外交政策も反発を買った。そしてさらに、フランスの示した屈辱的な講和条件を本気で検討しはじめたため、支持者の中にも離れる人が出た。6月にはデ・ウィットは銃撃され、負傷している。さらに民衆のデ・ウィット政権への不満は、8月に自然発生的なクーデターという形で噴出し、デ・ウィットは辞任し、当時22歳のオラニエ公ウィレム3世は、総督には就任しないという宣誓を撤回して、オランダの政権を掌握する。
さる7月24日に兄のコルネリスが逮捕され、ハーグのヘバンゲンポールト（現ハーグ監獄博物館）に収監されていた。ヨハン・デ・ウィットも総督時代の失政、公金横領疑惑などで逮捕が間近に迫っていた。デ・ウィットはウィレム3世に取り成しを求める手紙を書いたが、この時ウィレムは、オランダの存亡を一身に背負い、前線でフランスの大軍と対峙しており、こういうタイミングでの言い訳めいた手紙は顰蹙を買ってしまう。
そして8月20日、拷問を受けて衰弱し追放処分を受けることとなったコルネリスの求めに応じて、ヘバンゲンポールトを訪れた。デ・ウィット兄弟がいることを知ってヘバンゲンポールトを取り囲んだ群衆は中へ乱入し、兄弟を引きずり出して虐殺した（この虐殺に対してスピノザが激怒したことが知られる。また、アレクサンドル・デュマ・ペールの『黒いチューリップ』でも題材になった）。
同名の息子ヨハンは、後にドルトレヒトの市長秘書を務めた。また、政変でオランダの指導者に選ばれたウィレム3世はヨーロッパ諸国との同盟やオランダ各地で奮戦しフランスをオランダから撤退させ、オランダは窮地を脱した。